# Eriborus gardneri
Eriborus gardneri là một loài tò vò trong họ Ichneumonidae.